# كانساس (فرقة موسيقية)
كانساس (بالإنجليزية: Kansas) هي فرقة روك أمريكية حظيت بشعبية خلال سبعينيات القرن العشرين على قوائم المبيعات الموجَّهة ألبوميًا وبعدها على أثر إصدارهم لعدد من الأغاني المنفردة الناجحة، أشهرها أغنية «Carry On Wayward Son» التي كانت ثاني أكثر أغنية روك كلاسيكية ترددًا على أمواج البث الإذاعيّ في الولايات المتحدة خلال عام 1995. وكانت الأغنية الأكثر ترددًا على الأمواج في البلاد خلال عام 1997.

## الألبومات
| السنة | الألبوم (الاسم الأصلي)  | الألبوم (بالعربية)     |
| ----- | ----------------------- | ---------------------- |
| 1974  | Kansas                  | كانساس                 |
| 1975  | Song for America        | سونغ فور أميركا        |
| 1975  | Masque                  | ماسك                   |
| 1976  | Leftoverture            | ليفأوڨيرتور            |
| 1977  | Point of Know Return    | پوينت أوف نو ريترن     |
| 1979  | Monolith                | مونوليث                |
| 1980  | Audio-Visions           | أوديو-ڨيجنز            |
| 1982  | Vinyl Confessions       | ڨاينل كونفيشنز         |
| 1983  | Drastic Measures        | دراستك ميجرز           |
| 1986  | Power                   | پاور                   |
| 1988  | In the Spirit of Things | إن ذا سپيريت أوف ثينغز |
| 1995  | Freaks of Nature        | فريكس أوف نيتشر        |
| 1998  | Always Never the Same   | أولويز ذا سيم          |
| 2000  | Somewhere to Elsewhere  | سوموير تو إلسوير       |
| 2016  | The Prelude Implicit    | ذا پريلود إمپليست      |
| 2020  | The Absence of Presence | ذا آبسينس أوف پريزنس   |

## وصلات خارجية
- كانساس على موقع IMDb (الإنجليزية)
- كانساس على موقع ميوزك برينز (الإنجليزية)
- كانساس على موقع أول ميوزيك (الإنجليزية)
- كانساس على موقع ديسكوغز (الإنجليزية)
- كانساس على موقع قاعدة بيانات الفيلم (الإنجليزية)